# Списак народних хероја: В
Списак народних хероја чије презиме почиње на слово B, за остале народне хероје погледајте Списак народних хероја:
      одликовани постхумно
      одликовани за живота
| рб. | име и презиме             | датум и место рођења                                 | датум и место смрти                            | год. | занимање пре рата              | начин смрти (само за погинуле)                                                                               | датум одликовања    | реф.                            | нап.  |
| --- | ------------------------- | ---------------------------------------------------- | ---------------------------------------------- | ---- | ------------------------------ | --- | ------------------- | ------------------------------- | ----- |
| 1.  | Славиша Вајнер Чича       | 27. јун 1903. Нови Винодолски, Сењ                   | 21. јануар 1942. Пјеновац, Хан Пијесак         | 39   | инжењер                        | погинуо у борби против Немаца, заједно са Миланом Илићем и Драганом Павловићем                               | 25. септембар 1944. | [ 1 ] [ 2 ] [ 3 ]               |       |
| 2.  | Чедомир Васовић           | 1910. Граб, Лучани                                   | 18. јануар 1942. Каона, Кучево                 | 32   | кројачки радник                | погинуо у борби против четника                                                                               | 5. јул 1951.        | [ 4 ] [ 5 ]                     | [ а ] |
| 3.  | Мирко Вејновић            | 1920. Мала Крупска Рујишка, Босански Нови            | 19. децембар 1944. Бусовача, Травник           | 24   | земљорадник                    | погинуо у борби против Немаца и усташа                                                                       | 27. новембар 1953.  | [ 7 ] [ 8 ] [ 6 ]               |       |
| 4.  | Борко Велевски            | 9. јул 1912. Прилеп                                  | 14. септембар 1942. околина Прилепа            | 30   | физички радник                 | Погинуо у борби против Бугара                                                                                | 20. децембар 1951.  | [ 9 ] [ 10 ] [ 5 ] [ 11 ]       |       |
| 5.  | Антон Велушчек            | 17. јануар 1917. Лочник, Горица                      | децембар 1944. Трст                            | 27   | металски радник                | убила га у затвору италијанска полиција                                                                      | 4. септембар 1953.  | [ 12 ]                          | [ б ] |
| 6.  | Станимир Вељковић Зеле    | 28. јун 1919. Суво Поље, Бојник                      | 13. април 1942. Југовац, Прокупље              | 23   | студент права                  | Погинуо у борби против Бугара                                                                                | 14. децембар 1949.  | [ 14 ] [ 15 ] [ 16 ] [ 17 ]     |       |
| 7.  | Душан Вергаш              | 29. април 1910. Широка Ријека, Војнић                | 15. јун 1942. Тоуњски Тржић, Слуњ              | 32   | земљорадник                    | погинуо у борби против домобрана                                                                             | 20. децембар 1951.  | [ 9 ] [ 10 ] [ 18 ] [ 19 ]      |       |
| 8.  | Матија Вердник Томаж      | 16. септембар 1916. Словенски Јаворник, код Јасеница | 1. фебруар 1944. Полани, Корушка               | 28   | металостругарски радник        | умро од последица рањавања                                                                                   | 20. децембар 1951.  | [ 9 ] [ 10 ] [ 20 ] [ 19 ]      |       |
| 9.  | Миленко Веркић            | 16. октобар 1912. Обреж, Земун                       | 19. децембар 1942. Мајевица                    | 30   | физички радник                 | погинуо у борби против Немаца и домобрана                                                                    | 20. децембар 1951.  | [ 9 ] [ 10 ] [ 16 ] [ 21 ]      |       |
| 10. | Јован Веселинов Жарко     | 20. јануар 1906. Кумане, Велики Бечкерек             | 8. фебруар 1982. Београд                       | 76   | браварски радник               | умро након рата                                                                                              | 5. јул 1952.        | [ 22 ] [ 13 ] [ 21 ]            |       |
| 11. | Арсен Вивода              | 10. март 1917. Вели Млун, Бузет                      | 1943. Ријавец,                                 | 27   | физички радник                 | погинуо у борби против Италијана                                                                             | 26. септембар 1973. | [ 23 ] [ 24 ]                   |       |
| 12. | Иван Видековић Павел      | 14. март 1907. Новаци, Самобор                       | 10. април 1943. Керестинец, Загреб             | 35   | земљорадник                    | погинуо у борби против Немаца                                                                                | 20. децембар 1951.  | [ 9 ] [ 10 ] [ 25 ] [ 26 ]      |       |
| 13. | Антон Видмар Лука         | 3. јануар 1917. Верд, код Врхника                    | 17. септембар 1999. Цеље                       | 82   | физички радник                 | умро након рата                                                                                              | 9. мај 1945.        | [ 27 ] [ 28 ] [ 26 ]            |       |
| 14. | Жарко Видовић             | 12. септембар 1913. Босански Брод                    | 31. јул 1999. Београд                          | 86   | официр Југословенске војске    | умро након рата                                                                                              | 27. новембар 1953.  | [ 7 ] [ 29 ] [ 30 ]             |       |
| 15. | Марија Видовић Абесинка   | 6. фебруар 1924. Новска                              | 29. април 1942. Јалковец, Вараждин             | 18   | трговачка помоћница            | убила се да је не заробе усташе                                                                              | 27. новембар 1953.  | [ 7 ] [ 31 ] [ 32 ]             |       |
| 16. | Никола Видовић            | 28. март 1917. Стипан, Вргинмост                     | 15. јун 2000. Београд                          | 83   | браварски радник               | умро након рата                                                                                              | 20. децембар 1951.  | [ 9 ] [ 33 ] [ 31 ] [ 34 ]      |       |
| 17. | Раде Вилотијевић Вића     | 13. јул 1910. Краљево                                | јун 1943. Заваит, Фоча                         | 33   | студент права                  | погинуо у борби против четника, током битке на Сутјесци                                                      | 20. децембар 1951.  | [ 9 ] [ 10 ] [ 35 ] [ 30 ]      |       |
| 18. | Тривун Витасовић          | 30. јануар 1922. Лаћарак, Сремска Митровица          | новембар 1944. Срем                            | 22   | физички радник                 | нестао у борбама, током Сремског фронта                                                                      | 26. септембар 1953. | [ 36 ]                          | [ в ] |
| 19. | Миланко Витомир           | 1916. Ђедовци, Соколац                               | 23. октобар 1941. Рогатица                     | 35   | земљорадник                    | погинуо у борби против усташа                                                                                | 27. новембар 1953.  | [ 7 ] [ 25 ] [ 38 ]             |       |
| 20. | Миро Вишић                | 6. новембар 1919. Книн                               | 17. јул 1943. околина Тузле                    | 24   | студент филозофије             | погинуо у борби против Немаца                                                                                | 27. новембар 1953.  | [ 7 ] [ 37 ] [ 39 ]             |       |
| 21. | Бранко Владушић           | 1. април 1917. Зрмања, Грачац                        | 5. март 1942. Срб, Доњи Лапац                  | 25   | жандарм                        | погинуо у борби против Италијана                                                                             | 27. новембар 1953.  | [ 7 ] [ 40 ] [ 24 ]             |       |
| 22. | Милосав Влајић            | 4. јануар 1921. Парцани, Сопот                       | 25. јун 1943. Влашка, Младеновац               | 22   | физички радник                 | погинуо у борби против српске жандармерије                                                                   | 6. јул 1945.        | [ 41 ] [ 40 ] [ 42 ]            |       |
| 23. | Вељко Влаховић            | 2. септембар 1914. Трмање, Колашин                   | 7. март 1975. Женева (Швајцарска)              | 71   | студент технике                | умро након рата                                                                                              | 27. новембар 1953.  | [ 7 ] [ 43 ] [ 44 ]             |       |
| 24. | Јожа Влаховић             | 3. март 1916. Загреб                                 | 1941. Загреб                                   | 25   | металски радник                | стрељале га усташе у Максимиру                                                                               | 14. децембар 1949.  | [ 14 ] [ 15 ] [ 18 ] [ 45 ]     |       |
| 25. | Димитрије Војводић        | 9. мај 1908. Коњуси, Андријевица                     | 25. јул 1987. Београд                          | 79   | чиновник                       | умро након рата                                                                                              | 20. децембар 1951.  | [ 9 ] [ 33 ] [ 46 ] [ 47 ]      |       |
| 26. | Ђоко Војводић             | 24. јануар 1914. Радомир, Цетиње                     | 9. мај 1942. околина Мојковца                  | 28   | земљорадник                    | погинуо у борби против четника                                                                               | 20. децембар 1951.  | [ 9 ] [ 10 ] [ 48 ] [ 49 ]      |       |
| 27. | Никола Војводић           | 16. децембар 1910. Орашко Брдо, Босански Петровац    | јул 1943. Прача, Пале                          | 33   | земљорадник                    | погинуо у борби против Немаца                                                                                | 24. јул 1953.       | [ 50 ] [ 51 ] [ 49 ]            |       |
| 28. | Петар Војводић            | 2. јул 1914. Грађани, Цетиње                         | 26. март 1974. Титоград                        | 60   | грађевински радник             | умро након рата                                                                                              | 10. јул 1952.       | [ 52 ] [ 48 ] [ 53 ]            |       |
| 29. | Александар Војиновић      | 7. март 1922. Мирница, Куршумлија                    | 6. фебруар 1999. Београд                       | 77   | ученик                         | умро након рата                                                                                              | 9. октобар 1953.    | [ 54 ] [ 55 ] [ 42 ]            |       |
| 30. | Круме Волнаровски         | 6. мај 1919. Прилеп                                  | 9. мај 1944. Прилеп                            | 25   | трговац                        | погинуо у борби против бугарске полиције                                                                     | 9. октобар 1953.    | [ 56 ] [ 57 ] [ 53 ]            |       |
| 31. | Игнац Вољч Фриц           | 4. јул 1904. Врхника, Љубљана                        | 4. април 1944. Дравоград                       | 40   | возач                          | погинуо у борби против Немаца                                                                                | 27. новембар 1953.  | [ 7 ] [ 58 ] [ 59 ]             |       |
| 32. | Вацлав Вострел            | 17. септембар 1904. Павловац, Грубишно Поље          | 4. фебруар 1942. Клокочак, Ораховица           | 38   | ковачки радник                 | заробиле га и убиле усташе                                                                                   | 20. децембар 1951.  | [ 9 ] [ 10 ] [ 60 ] [ 59 ]      |       |
| 33. | Рада Врањешевић           | 25. мај 1918. Рекавице, Бања Лука                    | 25. мај 1944. Дрвар                            | 26   | чиновница                      | убили је Немци, током десанта на Дрвар                                                                       | 5. јул 1951.        | [ 4 ] [ 60 ] [ 61 ]             |       |
| 34. | Антон Вратанар Антонеско  | 2. новембар 1919. Врхово, Радече                     | 4. јун 1993. Београд                           | 74   | месарски радник                | умро након рата                                                                                              | 27. новембар 1953.  | [ 7 ] [ 62 ] [ 61 ]             |       |
| 35. | Ђина Врбица               | 6. мај 1913. Подгорица                               | 29. мај 1943. Блатница, Теслић                 | 30   | студент економије              | погинула у борби против Немцима                                                                              | 24. јул 1953.       | [ 50 ] [ 63 ] [ 64 ]            |       |
| 36. | Бошко Вребалов            | 21. октобар 1912. Меленци, Велики Бечкерек           | 8. јун 1943. Царевац, Пожаревац                | 31   | лекар                          | заробили га и убили четници, заједно са Војиславом Богдановићем                                              | 20. децембар 1951.  | [ 9 ] [ 10 ] [ 57 ] [ 65 ]      |       |
| 37. | Франц Вреск               | 7. мај 1910. Трбовље                                 | 8. јануар 1943. Осанкарица, Словенска Бистрица | 33   | рудар                          | погинуо у борби против Немаца, заједно са Меде Катарином, Јожом Менихом, Душаном Мрављаком и Алфонзом Шархом | 20. децембар 1951.  | [ 9 ] [ 10 ] [ 66 ]             | [ г ] |
| 38. | Ристо Врећа               | 15. јун 1920. Крајковићи, Требиње                    | 14. април 1943. Обло Брдо, Столац              | 23   | подофицир Југословенске војске | погинуо у борби против четника                                                                               | 24. јул 1953.       | [ 50 ] [ 66 ] [ 67 ]            |       |
| 39. | Мајда Врховник            | 14. април 1922. Љубљана                              | 4. мај 1945. Клагенфурт                        | 23   | студент медицине               | убио је Гестапо у затвору                                                                                    | 20. децембар 1951.  | [ 9 ] [ 10 ] [ 68 ]             | [ д ] |
| 40. | Фрањо Врунч               | 10. фебруар 1910. Словењ Градец                      | 25. август 1941. Марибор                       | 31   | учитељ                         | стрељали га Немци, заједно са Славком Шландером и Славом Клавором                                            | 27. новембар 1953.  | [ 7 ] [ 69 ] [ 68 ]             |       |
| 41. | Сава Вујановић Жућа       | 27. јануар 1923. Горња Лепеница, Прњавор             | 10. новембар 1941. Црнча, Љубовија             | 18   | фотограф                       | заробили га и убили четници                                                                                  | 27. новембар 1953.  | [ 7 ] [ 70 ] [ 71 ]             |       |
| 42. | Василије Вујачић          | 1. мај 1917. Грахово, Никшић                         | 12. април 1943. Благај, Мостар                 | 26   | физички радник                 | погинуо у борби против Италијана и четника                                                                   | 20. децембар 1951.  | [ 9 ] [ 10 ] [ 72 ] [ 71 ]      |       |
| 43. | Душан Вујачић             | 20. август 1917. Риђани, Никшић                      | 18. мај 1943. Орах, Никшић                     | 26   | физички радник                 | погинуо у борби против Немаца, током битке на Сутјесци                                                       | 10. јул 1953.       | [ 73 ]                          | [ ђ ] |
| 44. | Душан Вујовић             | 20. мај 1909. Луково, Никшић                         | април 1943. околина Невесиња                   | 34   | чиновник                       | убио се у психичком растројству као тешки болесник                                                           | 27. новембар 1953.  | [ 7 ] [ 74 ] [ 76 ]             |       |
| 45. | Ђуро Вујовић Шпанац       | 14. април 1911. Љуботињ, Цетиње                      | 9. јун 1943. Тјентиште, Фоча                   | 32   | рудар                          | погинуо од авионске бомбе, током битке на Сутјесци, заједно са Ваком Ђуровићем                               | 4. јул 1946.        | [ 77 ] [ 78 ] [ 76 ]            |       |
| 46. | Ратко Вујовић Чоче        | 16. децембар 1916. Никшић                            | 29. октобар 1977. Београд                      | 61   | студент агрономије             | умро након рата                                                                                              | 27. новембар 1953.  | [ 7 ] [ 79 ] [ 80 ]             |       |
| 47. | Шпиро Вујовић             | 7. децембар 1918. Убли, Цетиње                       | фебруар 1943. околина Коњицаа                  | 25   | земљорадник                    | погинуо у борби против Немаца, током битке на Неретви                                                        | 20. децембар 1951.  | [ 9 ] [ 10 ] [ 78 ] [ 80 ]      |       |
| 48. | Богдан Вујошевић          | 20. март 1912. Дољани, Подгорица                     | 10. јул 1981. Београд                          | 69   | приватни намештеник            | умро након рата                                                                                              | 27. новембар 1953.  | [ 7 ] [ 81 ] [ 82 ]             |       |
| 49. | Душан Вујошевић           | 12. април 1912. Беране                               | септембар 1943. Вишеград                       | 31   | трговац                        | заробили га и убили четници                                                                                  | 20. децембар 1951.  | [ 9 ] [ 10 ] [ 83 ] [ 84 ]      |       |
| 50. | Зарија Вујошевић          | 20. март 1903. Матагужи, Подгорица                   | фебруар 1943. Коњиц                            | 40   | жандарм                        | погинуо у борби против Немаца, Италијана и четника, током битке на Неретви                                   | 30. април 1943.     | [ 85 ] [ 81 ] [ 76 ]            |       |
| 51. | Радоје Вујошевић Ристо    | 27. мај 1910. Цетиње                                 | 9. јул 1942. Тијовац, Сврљиг                   | 32   | правник                        | погинуо у борби против Бугара                                                                                | 27. новембар 1953.  | [ 7 ] [ 83 ] [ 84 ]             |       |
| 52. | Вукадин Вукадиновић       | 1915. Маште, Беране                                  | 15. фебруар 1943. Љешница, Беране              | 28   | ученик                         | убио се да га не заробе Италијани, четници и Муслиманска милиција                                            | 20. децембар 1951.  | [ 9 ] [ 10 ] [ 86 ] [ 87 ]      |       |
| 53. | Богољуб Вукајловић Лала   | 25. мај 1911. Бобота, Вуковар                        | март 1943. Громачник, код Славонски Брод       | 32   | земљорадник                    | погинуо у борби против Немаца                                                                                | 27. новембар 1953.  | [ 7 ] [ 88 ] [ 87 ]             |       |
| 54. | Михаило Вукаловић Црни    | 4. август 1919. Богојевићи, код Ариље                | 30. новембар 1989. Београд                     | 70   | земљорадник                    | умро након рата                                                                                              | 20. децембар 1951.  | [ 9 ] [ 33 ] [ 89 ] [ 90 ]      |       |
| 55. | Јован Вукановић           | 20. јануар 1912. Рогами, Подгорица                   | 24. април 1943. Фоча                           | 31   | чиновник                       | убио се у психичком растројству као тешки болесник                                                           | 10. јул 1953.       | [ 73 ] [ 91 ] [ 90 ]            |       |
| 56. | Радован Вукановић         | 1. јун 1906. Рогами, Подгорица                       | 26. август 1987. Београд                       | 81   | приватни намештеник            | умро након рата                                                                                              | 20. децембар 1951.  | [ 9 ] [ 92 ] [ 89 ] [ 93 ]      |       |
| 57. | Душан Вукасовић           | 26. октобар 1909. Петровчић, Земун                   | 20. март 1945. Дарда, Осијек                   | 36   | учитељ                         | погинуо у борби против Немаца                                                                                | 6. јул 1953.        | [ 94 ] [ 86 ] [ 95 ]            |       |
| 58. | Станко Вукашиновић        | 9. април 1923. Отпочиваљка, Прњавор                  | 4. јануар 1944. Прњавор                        | 21   | физички радник                 | погинуо у борби против усташа                                                                                | 27. новембар 1953.  | [ 7 ] [ 96 ] [ 97 ]             |       |
| 59. | Саво Вукелић              | 27. јануар 1917. Дрежница, Огулин                    | 25. август 1974. Ријека                        | 57   | подофицир Југословенске војске | умро након рата                                                                                              | 27. новембар 1953.  | [ 7 ] [ 98 ] [ 97 ]             |       |
| 60. | Ђоко Вукићевић            | 28. фебруар 1914. Богути, Цетиње                     | 14. јануар 2002. Београд                       | 88   | земљорадник                    | умро након рата                                                                                              | 10. јул 1953.       | [ 73 ] [ 99 ] [ 100 ]           |       |
| 61. | Светозар Вукмановић Темпо | 3. август 1912. Подгор, код Цетиње                   | 6. децембар 2000. Режевићи, Петровац           | 88   | правник                        | умро након рата                                                                                              | 20. децембар 1951.  | [ 9 ] [ 33 ] [ 101 ] [ 102 ]    |       |
| 62. | Боро Вукмировић Црни      | 26. јул 1912. Брацигово, Пловдив (Бугарска)          | 10. април 1943. Ландовица, Призрен             | 31   | физички радник                 | заробљен и стрељан од Италијана, заједно са Рамизом Садикуом                                                 | 6. март 1945.       | [ 103 ] [ 104 ] [ 105 ] [ 106 ] |       |
| 63. | Душан Вуковић Зећо        | 19. април 1910. Голубовци, Подгорица                 | 15. септембар 1993. Подгорица                  | 83   | земљорадник                    | умро након рата                                                                                              | 27. новембар 1953.  | [ 7 ] [ 107 ] [ 108 ]           |       |
| 64. | Жарко Вуковић Пуцар       | 1911. Зелина, Осмаци                                 | 30. септембар 1943. Тузла                      | 32   | физички радник                 | умро од последица рањавања                                                                                   | 26. јул 1945.       | [ 109 ] [ 110 ]                 | [ е ] |
| 65. | Павле Вукоје              | 29. јун 1908. Пађени, Билећа                         | 11. март 1943. Острожац, Јабланица             | 35   | жандарм                        | погинуо у борби против четника, током битке на Неретви                                                       | 27. новембар 1953.  | [ 7 ] [ 105 ] [ 106 ]           |       |
| 66. | Павле Вукомановић         | 26. јун 1903. Горње Кусоње, Подравска Слатина        | 13. јун 1977. Загреб                           | 74   | рудар                          | умро након рата                                                                                              | 27. новембар 1953.  | [ 7 ] [ 96 ] [ 112 ]            |       |
| 67. | Јован Вукотић             | 22. фебруар 1907. Никшић                             | 25. јануар 1982. Београд                       | 75   | официр Југословенске војске    | умро након рата                                                                                              | 27. новембар 1953.  | [ 7 ] [ 113 ] [ 108 ]           |       |
| 68. | Петар Вуксан Пекиша       | 29. јануар 1905. Почитељ, Госпић                     | новембар 1941. Брезик, Госпић                  | 36   | физички радник                 | погинуо у борби против четника                                                                               | 27. новембар 1953.  | [ 7 ] [ 114 ] [ 111 ]           | [ ж ] |
| 69. | Славољуб Вуксановић       | 3. април 1922. Блаце, Прокупље                       | 16. децембар 1943. Дебељак, Хан Пијесак        | 21   | подофицир Југословенске војске | погинуо у борби против Немаца                                                                                | 9. октобар 1953.    | [ 54 ] [ 107 ] [ 116 ]          |       |
| 70. | Милица Вучетић Трепуша    | 21. јануар 1920. Јежевица, Чачак                     | 31. јануар 1944. Прислоница, Чачак             | 24   | учитељица                      | убила се да је не заробе четници                                                                             | 27. новембар 1953.  | [ 7 ] [ 88 ] [ 117 ]            |       |
| 71. | Владо Вучинић             | 28. август 1907. Паник, Билећа                       | 30. мај 1942. Мируше, Билећа                   | 35   | железничар                     | убио се да га не заробе четници                                                                              | 27. новембар 1953.  | [ 7 ] [ 118 ] [ 119 ]           |       |
| 72. | Лука Вучинић              | 31. октобар 1922. Рогами, Подгорица                  | 14. јануар 1992. Београд                       | 70   | ученик                         | умро након рата                                                                                              | 10. јул 1953.       | [ 73 ] [ 120 ] [ 121 ]          |       |
| 73. | Милица Вучинић            | 10. мај 1921. Церово, Никшић                         | 20. март 1943. Шипачно, Невесиње               | 22   | домаћица                       | погинула у борби против четника                                                                              | 20. децембар 1951.  | [ 9 ] [ 10 ]                    | [ з ] |
| 74. | Симо Вучинић              | 15. октобар 1916. Славско Поље, Вргинмост            | 19. март 1943. Плетерје, Кршко                 | 27   | трговачки помоћник             | погинуо у борби против Италијана и белоградејаца                                                             | 20. децембар 1951.  | [ 9 ] [ 10 ] [ 123 ] [ 119 ]    |       |
| 75. | Анте Вучић                | 12. јун 1912. Солин, Сплит                           | 23. октобар 1942. Аржано, Имотски              | 30   | физички радник                 | погинуо у борби против усташа                                                                                | 5. јул 1951.        | [ 4 ] [ 124 ]                   | [ и ] |
| 76. | Јован Вучковић            | 1913. Прекорница, Цетиње                             | 3. април 1944. Мркоњић Град                    | 31   | рудар                          | погинуо у борби против Немаца                                                                                | 27. новембар 1953.  | [ 7 ] [ 124 ] [ 125 ]           |       |
| 77. | Љубо Вучковић             | 22. јануар 1915. Љуботињ, Цетиње                     | 7. јул 1976. Београд                           | 61.  | официр Југословенске војске    | умро након рата                                                                                              | 20. децембра 1951.  | [ 9 ] [ 92 ] [ 126 ] [ 127 ]    |       |
| 78. | Милош Вучковић            | 4. септембар 1914. Улцињ                             | 25. август 1992. Београд                       | 78   | војни чиновник                 | умро након рата                                                                                              | 20. децембар 1951.  | [ 9 ] [ 33 ] [ 128 ] [ 127 ]    |       |